# Matilde Ferrer Sena
Matilde Ferrer i Sena, (Alaquàs, 1949) és una empresària roserista valenciana responsable de la part científica de Viveros Francisco Ferrer, empresa amb reconeixement mundial en el sector de les roses, i experta en la hibridació de roses per aconseguir noves varietats.
És filla i neta de viveristes, dedicant-se al cultiu, la producció i la investigació de noves varietats de rosers a l'empresa familiar, que des de 1998 dirigeix, continuadora de la tradició de son pare Francisco Ferrer Martí, que al llarg de la seva trajectòria ha tret al mercat més de vint varietats de roses. En 2013 Matilde Ferrer va aconseguir quatre varietats noves, entre elles Blasco Ibáñez i George Mustaki, varietats de roses inscrites als catàlegs internacionals. Ha estat reconeguda en diversos certàmens nacionals i internacionals, com la Medalla d'Or a la varietat més perfumada a Ginebra (1992, 2007), el Premi al Mèrit en Bagatelle-París (1999, 2008), la Medalla d'Or a Roma (2001), la Medalla de Plata a l'Argentina (2001), la Medalla de Plata a Ginebra (1996, 2014), la Medalla d'Or a Mònaco (2016), així com altres premis a la Millor Rosa Espanyola a Madrid (2013) i altres guardons al Concurs de Roses Noves ciutat de Barcelona. Ha dirigit projectes paisatgístics amb roserar a València, Madrid, Barcelona i Granada. És també presidenta de l'Associació Espanyola de la Rosa i ha impartit cursos i conferències sobre la ciència, tècnica i cultura de les roses, a més de formar part del jurat de diversos concursos.

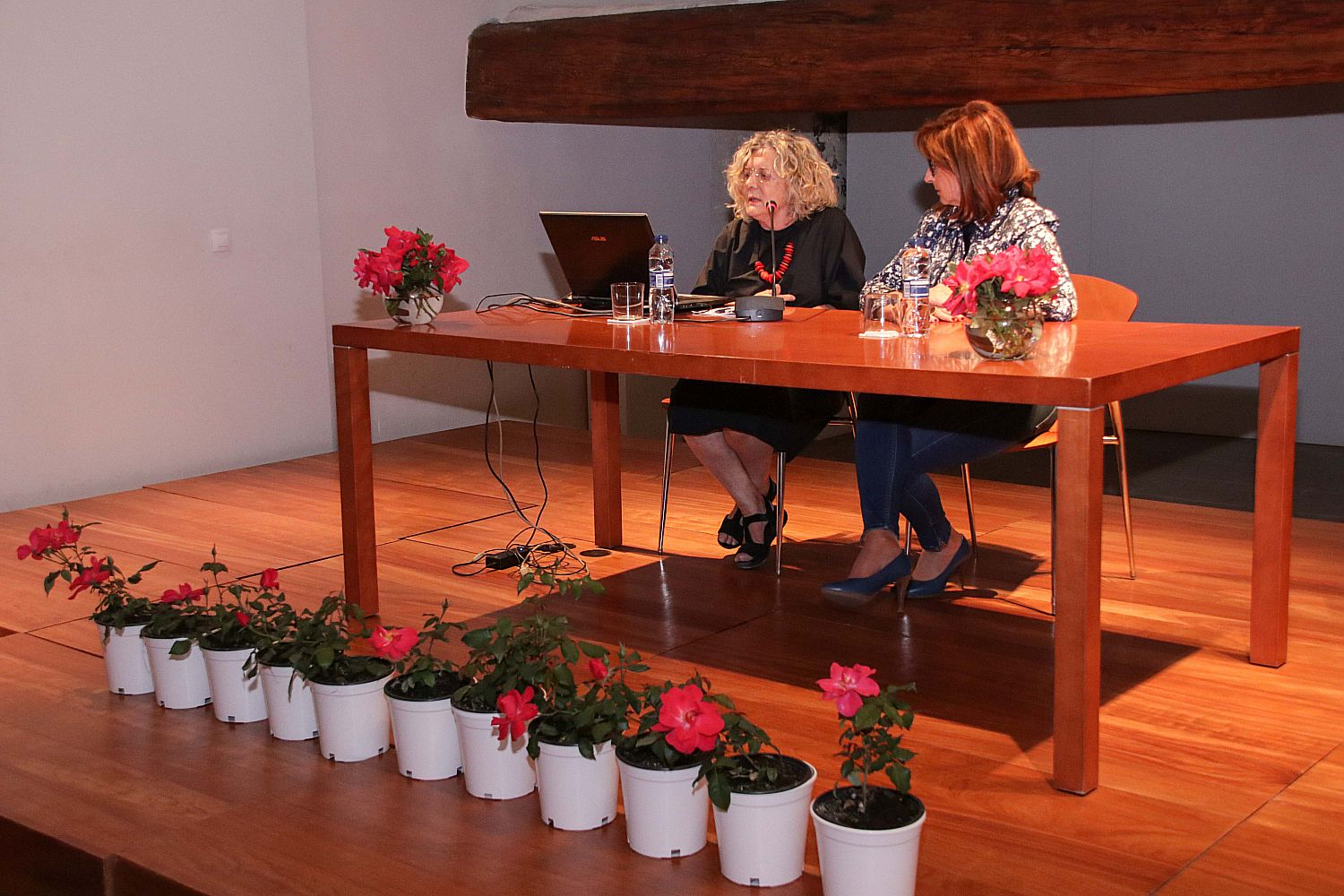

L'any 2017 va rebre la distinció Castell d'Alaquàs en la categoria Ciència i tecnologia, Emprenedor, concedida per l'Ajuntament d'Alaquàs en reconeixement a [sic] la seua trajectòria professional de dècades en el món de la producció i obtenció de varietats de planters de roser, a més de destacar el fet ser dona directiva tenint una posició destacada en l'empresariat i pel seu compromís en aconseguir varietats de roses adaptades a la manca d'aigua a conseqüència del canvi climàtic fruit de la investigació.